# 2025年格拉茨高中枪击案
2025年6月10日，奥地利施蒂利亚州首府、该国第二大城市格拉茨的三射手巷联邦高级中学（德語：Oberstufenrealgymnasium）发生大规模校園槍擊案。事件造成10人死亡、11人受伤，枪手在作案后自殺。
本案是奥地利现代历史上死亡最惨重的纵欲杀人事件。

## 案件
欧洲中部夏令时间上午9点55分，三射手巷联邦高级中学传出枪声。附近居民表示枪手在学校门外开第一枪，之后走入大楼。随后枪手前往二楼，至少在两间教室内开枪。现场共有40声枪响。当地警方派出包括常规警力和眼镜蛇作戰司令部在内的300名警察到场处置，此外出动一辆直升飞机在学校上空盘旋。17分钟后，案发学校被清场。急救人员于11点20分抵达现场，当时据报局势已受到控制。附近医院亦收到灾难警报。
枪手被发现在学校厕所身亡，当局认为枪手是吞枪自杀。

## 受害者
据奥地利内政部门表示，现场有多人死亡，《克朗报》、奧地利廣播集團等当地媒体聲称至少10人死亡。格拉茨市长埃尔克·卡尔确认枪手在死者之列。当局在当天上午疏散了整座学校，并加强安保。当局确认有7名学生和2名成人死亡，包括1名老师。奥地利内政部长格哈德·卡纳在新闻发布会上表示，死者包括6名女性和3名男性。此外，媒体在当天报道至少12人受伤，“部分人伤势严重”。共有30人被送往格拉茨附近的医院治疗。学校附近的赫尔穆特·李斯特礼堂被临时改成急救分诊中心。伤者中，5人伤势严重，2名成人生命垂危。案发8小时后，一名女性在格拉茨大学医院（Universitätsklinikum Graz）伤重不治。其余伤者病情于案发次日转稳定。
波黑驻奥地利大使馆表示，有2名死者拥有波斯尼亚血統，一位是17岁男性，一位是十几岁的女性，伤者中有一名女性也有波斯尼亚血統，但他们不是波黑公民。另有两名伤者是罗马尼亚公民，一名伤者是伊朗公民。

## 嫌犯
枪手是21岁的奥地利公民阿图尔·A（Artur A.），格拉茨城郊县人。他曾就读于案发高中，但没有顺利毕业。他开枪的房间中，有他之前的教室。
嫌犯在枪击案中使用的武器为合法途径购入，其本人也有持枪证。由于奥地利公民需要到21岁才能申领持枪证，嫌犯应是在案发前不久才拿到该证件。案发几天前，嫌犯购入一把格洛克手槍，同样在案件中使用的霰彈槍为其之前便持有。嫌犯没有刑事案底。
《克朗报》报道，嫌犯曾说自己是“校园霸凌受害者”。奥地利广播集团总编彼得·昂格尔（Peter Unger）表示这一信息最初在社交媒体上流传，舆论据此推测枪手是因复仇心犯案。事件发生后，媒体也报道了复仇犯案这一说法，内政部长卡纳表示警方正在调查案件，有关枪手作案动机“纯属臆测”。警方在枪手寓所搜查时发现一封遗书，遗书内容未即时公布。《克朗报》后来披露了遗书内容，枪手在信中抱怨自己过去遭受霸凌。公共安全总监弗朗茨·鲁夫（Franz Ruf）表示枪手写信是在向父母诀别，信中未提及作案原因。此外，当局还发现一枚未启用的管狀炸彈，以及枪手向母亲发的一则视频。视频中，枪手表示自己将会袭击母校。枪手上传视频的24分钟后，其母亲看到视频，于是立马报警，彼时案件已经发生。
之后发现的文件显示枪手曾策划爆炸袭击，后来打消了这个念想；文件也显示枪手专门对学校二楼和三楼进行攻击。枪手在社交媒体展示在案件中使用的武器，以及1999年科倫拜校園事件嫌犯埃里克·哈里斯和迪伦·克莱博尔德的照片，两人的肖像也是该账户的头像。

## 反应
奥地利总理克里斯蒂安·施托克尔取消案发当天所有行程，与内政部长格哈德·卡纳一同前往格拉茨，协调政府应对工作。当天下午3点，两人与奥地利教育部长克里斯托夫·维德克尔、格拉茨市长埃尔克·卡尔一同召开新闻发布会。施托克尔宣布2025年6月11日至6月13日为全国哀悼日。奥地利教育部长克里斯托夫·维德克尔（Christoph Wiederkehr）宣布事发学校继续关闭，直至另行通知，学生可以到学校附近的公共场所接受心理治疗。
6月10日夜晚，格拉茨聖基爾斯主教座堂为事件遇难者举行祈祷仪式，格拉茨市政厅前竖立着一座临时纪念碑。6月11日上午10点，奥地利全国为遇难者默哀一分钟。在当晚举行的奧地利对聖馬力諾的國際足協世界盃外圍賽期间，奥地利全队佩戴黑色臂章悼念遇难师生。

## 后续
6月11日，格拉茨市长埃尔克·卡尔表示希望奥地利全面禁止私人持枪，枪支法规相应修改。她的提议得到绿党—绿色替代支持。奥地利总统亞歷山大·范德貝倫支持对现有法律进行审阅，并作出一定的修改，以阻止类似枪击案进一步发生。极右翼的奥地利自由党反对禁止个人持枪，认为现有枪支法律已经很严格。中间派政党奥地利人民党、奥地利社会民主党和NEOS—新奥地利和自由论坛以国家尚处全国哀悼日为由，没有就该议题发表意见。
6月11日，奥地利多所学校及多座火车站收到炸弹威胁，其中包括格拉茨的一所初中和一所幼儿园，警方到场加强安保。类似的威胁信息在案发前有发出，警方循模仿犯罪方向进行调查。6月12日，施泰因茨的三所学校因收到炸弹威胁临时关闭。